# Црква Свете Тројице у Бјелуши
Црква Свете Тројице у Бјелуши, насељеном месту на територији општине Ариље, подигнута је у периоду од 1818. до 1820. године на месту старе црквице брвнаре. Припада Епархији жичкој Српске православне цркве.
Црква је изграђена од ломљеног камена, везивана кречом и песком и покривена шиндром. Звонара је касније изграђена, а звоно које је купљено 1864. године аустријанци су приликом окупације однели.
Црквене двери су направљене од боровог дрвета 1762. године и вероватно су пренете из цркве брвнаре па су замењене 1831. године. Те године су извршене и неке оправке на цркви које се доводе у везу са Сердаром Јованом Мићићем па му се приписује ктиторство цркве у Бјелуши, о чему је сведочио натпис на зиду цркве који је вероватно током каснијих поправки уништен.
У порти цркве подигнута су два споменика крајпуташа, који су посвећени Будимиру Вукотићу и Сретену Ђорђевићу, војницима српске војске у Првом светском рату. Поднаредник Будимир Вукотић погинуо је са 24 године и сахрањен у октобру 1915. године, у околини Ниша. Сретен Ђорђевић имао је 29 година када је погинуо и сахрањен је у околини Велеса.
Постоји и трећи споменик новијег је датума, урађен је у црном мермеру и посвећен је бјелушком пароху Алекси Р. Вукотићу. Алекса је одведен у логор на Бањици и стрељан 26. децембра 1942. године.